# 井川博年
井川博年（いかわ ひろとし、1940年12月18日 - ）は、日本の詩人。

## 来歴
福岡市生まれ。生家は船会社を営む。4歳より松江市に帰住。島根県立松江工業高等学校造船科卒。十代より俳句と詩を投稿。文通で丸山辰美、岡田隆彦を知る。1959年『現代詩手帖』で木原孝一の「現代日本新人詩選」に選ばれ、国井克彦、辻征夫を知り、『銛』結成に参加。1962年『見捨てたもの』刊行。高校卒業後は造船所勤務ののち多くの職を転々とする。20代後半には香港を放浪し、帰国後結婚、日中学院で中国語を学ぶ。30代より建築の設備設計に従事、後に会社自営。40代は個人誌『樽』を刊行。1989年頃より小沢信男の余白句会に加わる。2001年『そして、船は行く』で第2回山本健吉文学賞受賞。2006年『幸福』で第44回藤村記念歴程賞および第16回丸山豊記念現代詩賞受賞。2017年『夢去りぬ』で第24回丸山薫賞受賞。

## 著書
- 『見捨てたもの 井川博年詩集』思潮社 1962
- 『深夜放送』私家版、1970
- 『花屋の花 鳥屋の鳥』白川書院 1975
- 『胸の写真 詩集』白馬書房 1980
- 『待ちましょう』1989
- 『そして、船は行く』思潮社 2001
- 『井川博年詩集』思潮社 2003 現代詩文庫
- 『幸福』思潮社 2006
- 『平凡』思潮社 2010
- 『夢去りぬ』思潮社 2016

## 編纂
- 『永遠の詩 03 山之口貘』小学館 2010
- 『永遠の詩 05 石垣りん』小学館 2010
- 『永遠の詩 08 八木重吉』小学館 2010

## 参考
- 『文藝年鑑2007』新潮社